# Ütsch-Döbö
Ütsch-Döbö (kirgisisch Үч-Дөбө) ist ein Dorf in Kirgisistan mit 2.146 Einwohnern (Stand 2024).

## Geographie
Das Dorf liegt im Rajon Batken des Oblus Batken. Es ist der Landgemeinde Ak-Sai untergeordnet. Das Dorf liegt im zentralen Teil des Oblus, unweit des linken  Ufers des Flusses Isfara.

## Bevölkerung
| Jahr | Einwohner |
| ---- | --------- |
| 2009 | 1.347     |
| 2024 | 2.146     |

Anmerkung: 2009 Volkszählungsdaten, 2024 Fortschreibung